# جوليانو بيليتي

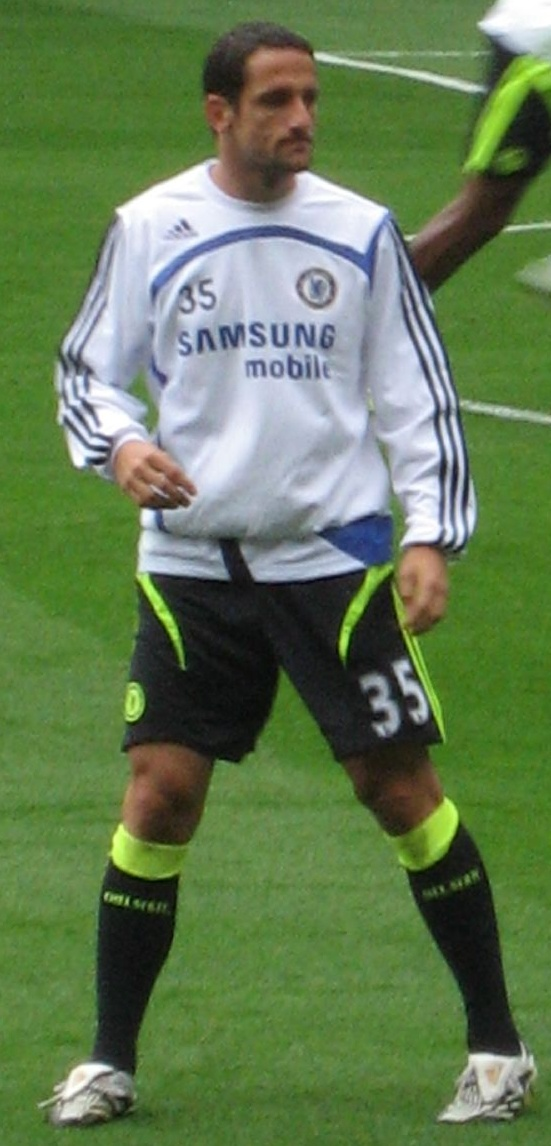
جوليانو بيليتي

جوليانو هاوس بيليتي (بالبرتغالية: Belletti‏)، من مواليد 20 يونيو 1976 في كاسكافل في البرازيل، لاعب كرة قدم برازيلي سابق.

## المسيرة الاحترافية
بدأ مسيرته الكروية مع نادي كروزيرو في عام 1993، ولعب معهم حتى عام 1995، وشارك معهم في 52 مباراة وسجل 3 أهداف، وفي عام 1995 انتقل إلى نادي ساو باولو، ولعب معهم حتى عام 2002، وشارك معهم في 214 مباراة وسجل 19 هدف، وفي عام 1999 لعب مع نادي أتلتيكو مينيرو، وشارك معهم في 17 مباراة وسجل 5 أهداف، وفي عام 2002 انتقل إلى نادي فياريال الإسباني، ولعب معهم حتى عام 2004، وشارك معهم في 67 مباراة وسجل 3 أهداف، وفي العام [ 2004 ] انتقل إلى نادي برشلونة الكاتالوني، ورغم مشاركته في العديد من المباريات مع النادي ورغم نزعته الهجومية إلا أنه لم يسجل إلا هدف واحد، وذلك في نهائي دوري أبطال أوروبا لموسم 2005 - 2006 أمام آرسنال الإنجليزي والذي جلب البطولة الثانية في تاريخ برشلونة.
و في الثالث والعشرين من أغسطس للعام 2007 انتقل بيليتي لنادي تشيلسي الإنجليزي بمبلغ قدر بـ 5.5 مليون يورو وذلك لرغبته بالحصول على فرص أكثر للعب.
و قد بدأ باللعب مع منتخب البرازيل لكرة القدم في عام 2001.

## روابط خارجية
- جوليانو بيليتي على موقع الاتحاد الدولي (مؤرشف)  (الإنجليزية)
- جوليانو بيليتي على موقع الاتحاد الأوربي (الإنجليزية)
- جوليانو بيليتي على موقع قاعدة بيانات كرة القدم.إي يو (الإنجليزية)
- جوليانو بيليتي على موقع ليكيب (الفرنسية)
- جوليانو بيليتي على موقع ناشيونال فوتبول تيمز (الإنجليزية)
- جوليانو بيليتي على موقع Soccerbase.com (لاعب) (الإنجليزية)
- جوليانو بيليتي على موقع Soccerway.com (الإنجليزية)
- جوليانو بيليتي على موقع عالم كرة القدم.نت (الإنجليزية)
- جوليانو بيليتي على موقع كووورة